# Aves do Lago Estínfalo

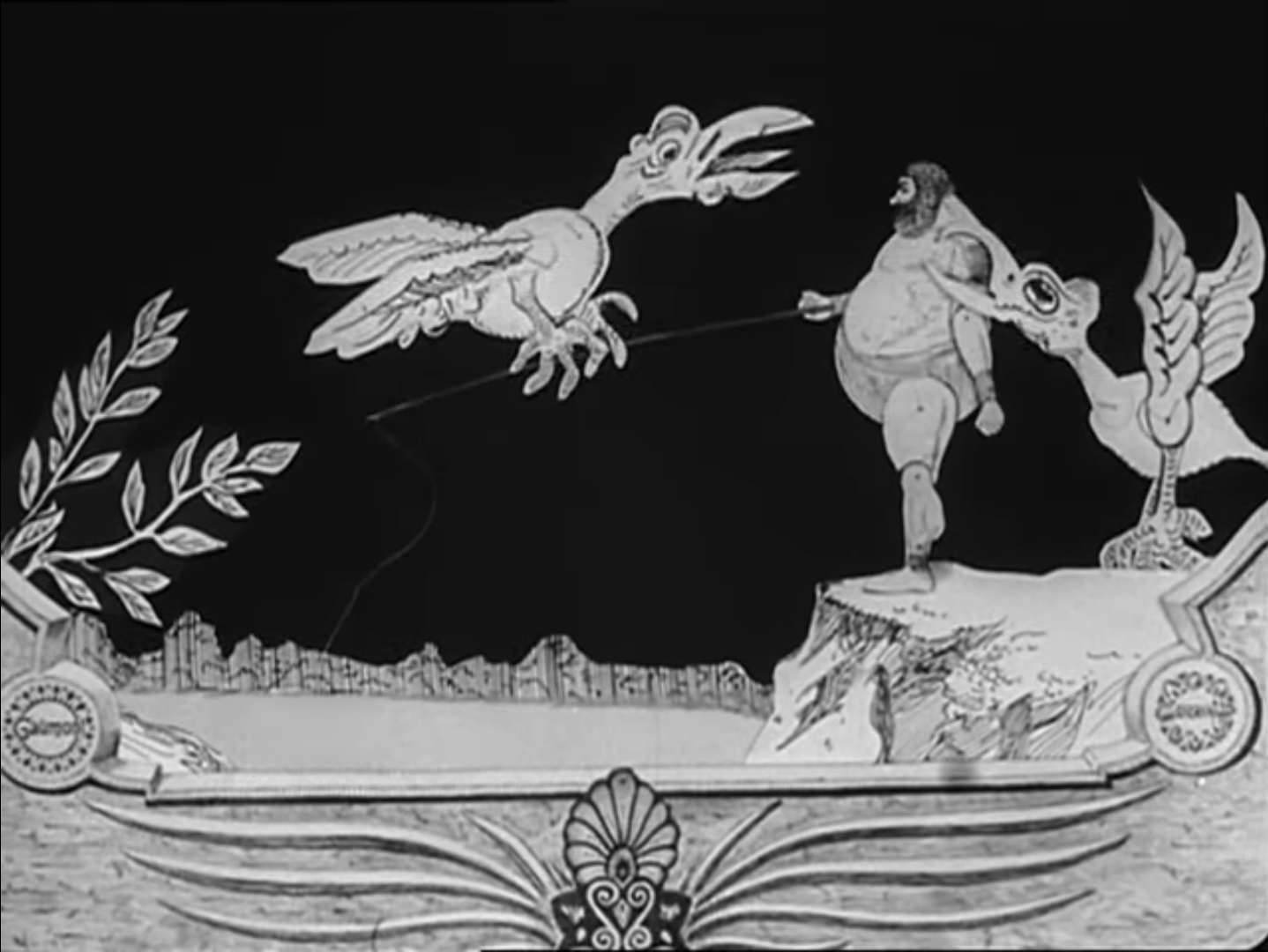
Hércules e as Aves do Lago Estínfalo. Fotograma do curta-metragem de animação "Les Douze Travaux d'Hercule". realizado por Émile Cohl, em 1910.

De acordo com a mitologia grega, as Aves do Lago Estínfalo eram enormes criaturas aladas, que de tão grandes podiam barrar a luz do sol. Suas asas, cabeça e bico eram feitos de ferro, com o qual devoravam os frutos de toda a região e acabando com todos os recursos. O lago Estínfalo ficava na Arcádia, uma região na Grécia.
Elas habitariam os locais mais ermos da área, como os pântanos insalubres, fazendo seus ninhos nos galhos retorcidos, onde era difícil de se alcançar e de ver. Eram conhecidas por atacarem os homens impiedosamente e por comerem sua carne. Diz-se que Hefesto, o ferreiro dos deuses, forjou duas castanholas de bronze a pedido da deusa Atena. Ao serem tocadas, elas criavam um barulho ensurdecedor que fazia as aves se desentocarem dos pântanos e tentarem alçar voo. Nesta tentativa, elas foram alvejadas por flechas que estavam envenenadas com o sangue da Hidra de Lerna e que foram atiradas por Hércules.
Foi a sexta tarefa de Hércules em seus doze trabalhos.